# Two Bad Neighbors
"Two Bad Neighbors" är avsnitt 13 från säsong sju av Simpsons och sändes på  Fox den 14 januari 1996. I avsnittet flyttar George H. W. Bush in med fru som grannar till familjen Simpson. George börjar få regelbundna besök av Bart och efter att han smiskat honom bestämmer sig Homer sig för att hämnas.  Avsnittet skrevs av Ken Keeler och regisserades av Wesley Archer. Avsnittet skapades som en fortsättning på fajten mellan Bush och Simpsons. Avsnittet en parodi på Dennis.

## Handling
Hela Evergreen Terrace har förvandlats till en loppmarknad, samtidigt som Homer börjar göra reklam för produkterna som finns till salu genom att genomföra ett dansnummer flyttar en granne in till andra sidan av familjen Simpsons bostad, det visar sig vara George H. W. Bush och Barbara Bush. Bart börjar göra regelbundna besök hos familjen Bush, Barbara gillar honom men det gör inte George. När Bart av misstag under ett av sina besök förstör Georges färdigskrivna och icke publicerade memoarer ger han honom smisk. Bart berättar det för Homer bestämmer de sig för att hämnas. De börjar med att skjuta iväg raketer mot familjen Bush bostad, George är inte sen med hämnden och sätter upp en banderoll med texten "två dåliga grannar". Homer och Bart häller sedan lim och sätter fast en regnbågsfärgad peruk på Georges huvud strax innan han ska hålla ett viktigt tal. George hämnas genom att första familjen Simpsons gräsmatta genom att köra flera var med hans bil på gräsmattan. 
Homer och Bart tänker hämnas och börjar klättra ner i kloakerna för att placera gräshoppor i George bostad men George upptäcker dem och följer efter dem. Homer och George börjar slåss i kloakerna och när de kommer upp ur kloakerna har familjen Bush fått besök av Michail Gorbatjov som kommit över för att ge honom en inflyttningspresent. Barbara berättar för George att han måste be om ursäkt till familjen Simpson för vad han gjort och han gör det inför Gorbatjov trots att han inte ville. Familjen Bush flyttar ifrån huset och en ny före detta president flyttar in, Gerald Ford. Ford bjuder in Homer för att titta på en fotbollsmatch och dricka några öl och äta nachos, detta får Homer att bli en god vän med Ford.

## Produktion
I ett nummer av 1991:års-utgåva av People gjordes en intervju med Barbara Bush där hon kallar Simpsons för de dummaste sak hon någonsin sett, som ett svar på detta skickade författarna ett brev till henne som Marge Simpson där hon skrev om sin familj. Barbara svarade och beklagade vad hon skrev. Ett år senare höll George H. W. Bush ett tal där han berättade att han vill att de amerikanska familjerna ska vara mer som Familjen Walton och mindre som ”Simpsons". Inför en kommande repris av "Stark Raving Dad" gjorde därför producenterna en kort videofilm där familjen Simpson ser på talet och Bart svarar att de är just som Waltons, de ber om ett slut på depressionen.
Bill Oakley kom därefter på en idé att de skulle göra ett avsnitt där familjen Bush blev familjen Simpsons nya grannar, idén presenterade han två år innan arbetet med avsnittet började. Oakley kom på idén som ett svar mellan fajten mellan Bush och Simpson. Oakley lät Ken Keeler skriva avsnittet. Eftersom Bush inte varit president och det gått några år sedan fajten bestämde sig för att det var nu läge att göra en fortsättning.
Innan avsnittet sändes trodde många som hade läst handlingen att det skulle vara ett avsnitt som skulle skämta om politiken, vilket inte det gör. I slutet skulle från början inte Gerald Ford flytta in som familjen Simpsons nya granne utan det skulle varit Bob Dole. De ändrade det eftersom de ansåg att Ford är den politiken som bäst representerar Homer. Kändisarnas röster i avsnittet spelades in av seriens röstskådespelare, Dan Castellaneta gjorde rösten för Gerald Ford, Tress MacNeille rösten till Barbara Bush, Harry Shearer gjorde rösten till George H.W. Bush och Hank Azaria gjorde Michail Gorbatjovs röst. 

## Kulturella referenser
Fajten mellan George och Bart är en parodi på Dennis. När Homer delar ut lappar om gatuförsäljningen sjunger Apu sången "Dream Police".

## Mottagande
"Two Bad Neighbors" sändes  på Fox den 14 januari 1996. Avsnittet återfinns på andra videoutgåvan av The Simpsons Political Party. Avsnittet hamnade på plats 52 över mest sedda program under veckan med en Nielsen rating på 9.9 och det näst mest sedda på Fox under veckan.
I Vanity Fair har John Ortved skrivit att avsnittet är det femte bästa i seriens historia. I I Can't Believe It's a Bigger and Better Updated Unofficial Simpsons Guide beskriver Warren Martyn och Adrian Wood att avsnittet visar en del av Simpson som man inte sett tidigare och även en ny typ av politisk saitir. Dave Foster från DVD Times har skrivit att avsnittet visar igen det förhållandet Bart har med Homer. Han anser att avsnittet är roligt eftersom handlingen är så osannolikt. I DVD Movie Guide har Colin Jacobson skrivit att det är bara i Simpson det här kunde hända. Idén är en högoddsare och kunde varit dålig men fungerar bra. John Thorpe från Central Michigan Life anser att avsnittet är det näst bästa i seriens historia, medan Rich Weir på AskMen.com anser att det är nionde bästa.